# نتيف هجدود
نتيف هجدود (بالعبرية: נתיב הגדוד) (بالإنجليزية: Netiv HaGdud)‏ موشاف استيطاني إسرائيلية، أقيمت في أبريل 1975 في غور الأردن شرق الضفة الغربية على أراضي بلدتي العوجا وفصايل في محافظة أريحا، وتقع إداريًا ضمن اختصاص مجلس غور الأردن الإقليمي. في عام 2018 كان عدد سكانها 199 مستوطنًا.

## الجانب القانوني
يعتبر المجتمع الدولي المستوطنات الإسرائيلية في الضفة الغربية غير قانونية بموجب القانون الدولي، لكن الحكومة الإسرائيلية تعارض ذلك.